# Coniothyrium conoideum
Coniothyrium conoideum är en svampart som beskrevs av Sacc. 1878. Coniothyrium conoideum ingår i släktet Coniothyrium och familjen Leptosphaeriaceae.   Inga underarter finns listade i Catalogue of Life.